# Rivierprofiel
Een rivierprofiel of rivierverloop is de ontwikkeling van het verval van een rivier van de bron tot de monding. Bij de meeste rivieren heeft dit profiel bij benadering een concave vorm. Het verval neemt daarbij geleidelijk af richting de monding van de rivier. 
Bij de meeste rivieren wordt van die ideale vorm afgeweken door diverse buigpunten, waar veranderingen in het verval optreden (bijvoorbeeld een waterval). Deze buigpunten worden meestal veroorzaakt door de geologie: ze komen voor op plekken waar de competentie van het gesteente verandert of breuken voorkomen.

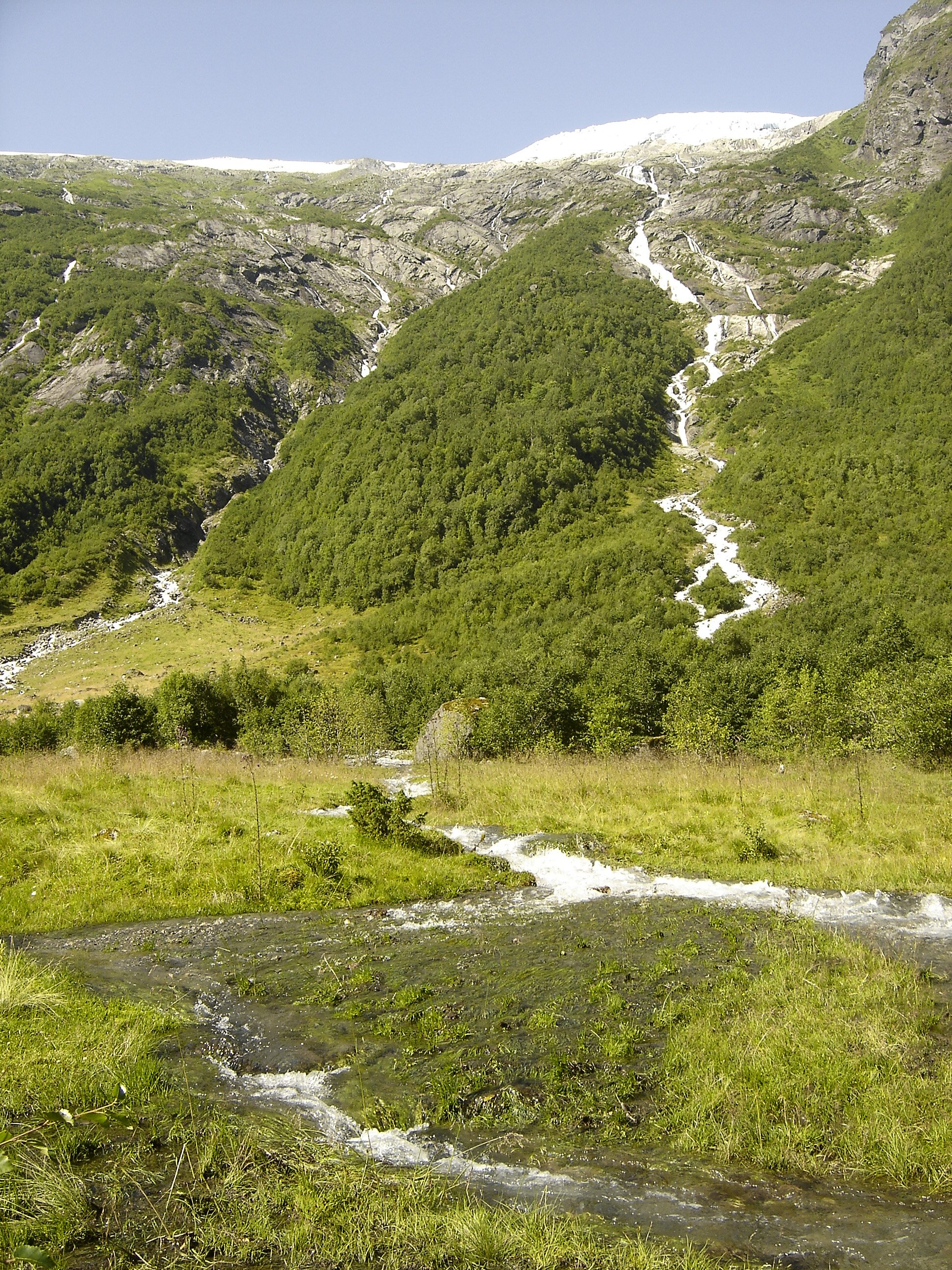
Een rivier in zijn bovenloop heeft zich tweemaal ingesneden in het reliëf. Locatie: onder de Jostedalsbreen, Zuid-Noorwegen.

## Verloop van rivieren
Rivierprofielen kunnen worden onderverdeeld in een bovenloop, een middenloop en een benedenloop.

### Bovenloop
De bovenloop of rithron is het gedeelte van de rivier dicht bij de bron. Dit deel van het verloop ligt meestal het verst van de kust af en kan door terrein lopen met een sterk reliëf. Vanwege het sterke verval en de hoge stroomsnelheid vindt hier vooral erosie in de diepte plaats: de rivier snijdt zich in het reliëf in. Het gevolg is dat hier diepe dalen met steile wanden ontstaan. Op plekken waar de stroomsnelheid iets vermindert kan ook zijwaartse erosie optreden en ontstaan V-vormige dalen. Door de grote stroomsnelheid is de slijpkracht van de rivier in de bovenloop groot. In de snel stromende bovenloop worden grind en soms grote keien meegevoerd, met name tijdens hoogwaterstanden. Het geërodeerde materiaal wordt stroomafwaarts weer afgezet.
De bovenloop van een rivier bevat relatief zuurstofrijk water, maar het water is wel relatief arm in voedingsstoffen (oligotrofie).

### Middenloop
Het afzetten van sediment vindt plaats vanaf de middenloop, waar het water minder snel stroomt en er minder insnijding plaatsvindt. De lagere stroomsnelheid zorgt ervoor dat hier alleen nog sediment met een kleine korrelgrootte kan worden meegevoerd, meestal niet groter dan zand. Door de afzetting van sediment is de dalbodem hier breder dan in de bovenloop. Dit type dal wordt een bodemdal genoemd. 

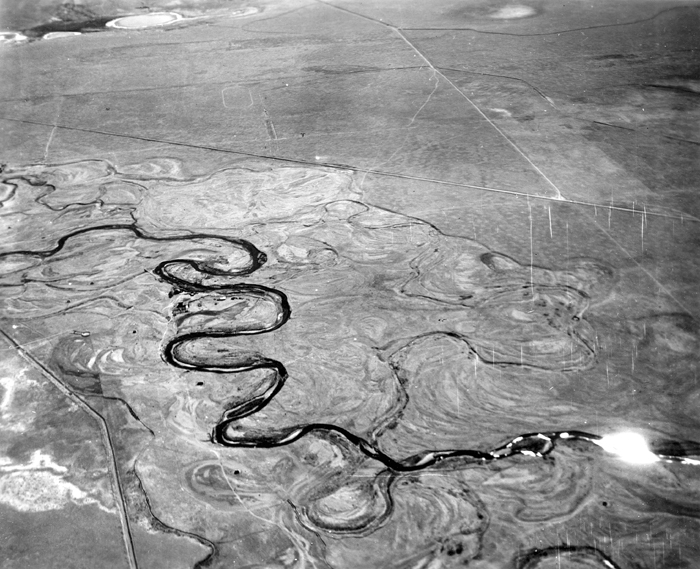
Benedenloop van de Laramie River in Wyoming, waar de rivier door zijn spoelvlakte meandert.

### Benedenloop
De benedenloop of potamon van een rivier is het deel van het rivierprofiel in de nabijheid van de monding. Omdat dit deel meestal door laagland voert, is het verval hier relatief gering en het rivierdal relatief ondiep. De rivier zet hier relatief veel fijn sediment af, vooral klei en silt. Slechts in het rivierbed kan zand worden afgezet. In de benedenloop vindt relatief veel accumulatie van sediment plaats en relatief weinig erosie (de slijpkracht van de rivier is laag). De grote hoeveelheden fijn sediment vormen een spoelvlakte waar de rivier doorheen stroomt. Erosie vindt vooral plaats aan de stootoevers, in het eigen sediment. Dit leidt tot een meanderende rivierloop. Omdat de erosie vooral zijwaarts is kan een ongehinderde rivier zijn loop vaak verleggen, wanneer deze avulsies relatief vaak optreden, kan een anastomoserende rivierloop ontstaan.
Ten slotte bereikt de rivier zijn monding. Als deze in een kustvlakte ligt, zal meestal een delta ontstaan.
Vanwege de lage stroomsnelheid zijn rivieren in hun benedenloop meestal zuurstofarm maar rijk aan minerale voedingsstoffen (eutrofie).